# Mazda MX-3
La Mazda MX-3 è una coupé prodotta dalla casa automobilistica giapponese Mazda a partire dal settembre 1991 e fino al 1998. La MX-3 è stata commercializzata come Mazda MX-3 Precidia in Canada, Eunos 30X in Australia, e come Eunos Presso, Autozam AZ-3 e Mazda AZ-3 in Giappone.

## Contesto
Presentata al salone di Ginevra, la MX-3 si caratterizza per il suo  propulsore da 1.8 litri con architettura V6, uno dei motori V6 con minore cilindrata mai utilizzati per un veicolo di serie, questo per ridurre al minimo la tassa di circolazione giapponese. Il telaio è stato sviluppato appositamente per questo modello, partendo da quello della Mazda 323.

## Motorizzazioni

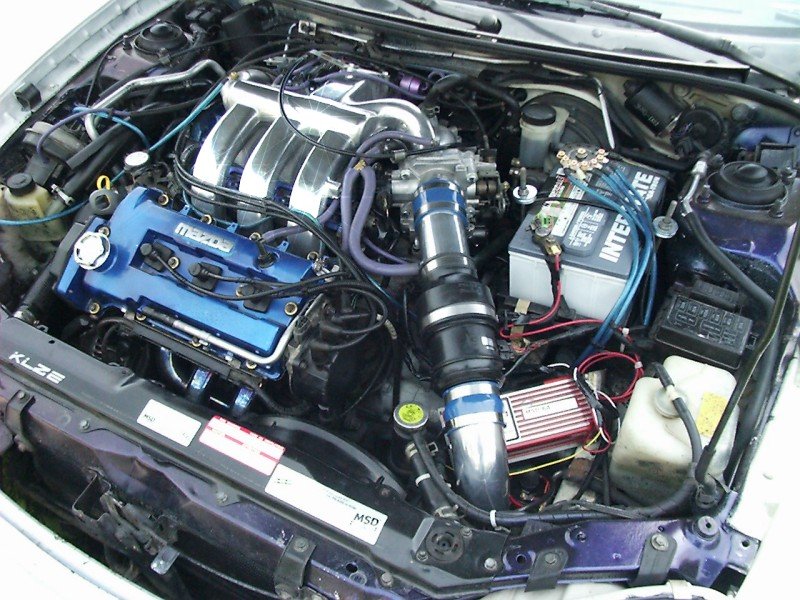
Il vano motore

La MX-3 è stata commercializzata in tre motorizzazioni: un 4 cilindri in linea da 1,5 l (solo per la Autozam AZ-3), un 4 cilindri in linea da 1,6 l e un 6 cilindri a V da 1,8 l.
Il 1.6 L era disponibile in due versioni, un 66 kW monoalbero/16-valvole montato sui modelli del 1992 e del 1993, o un 79 kW bialbero/16-valvole utilizzato a partire dal 1994. Con tutti i motori era disponibile un cambio manuale a 5 velocità o, a seconda dei paesi, un cambio automatico opzionale a 4 velocità.
La versione 1,6 erogava prima 88 CV e successivamente Mazda ha rivisto il motore facendo salire la potenza a 109. Montava pneumatici da 185/65/14 con freni a disco all'anteriore e freni a tamburo al posteriore. Lo scatto da 0-100 km/h era di coperta in 10,5 secondi, mentre raggiungeva una velocità massima di 180 km/h.
La V6 da 1,8 litri, versione più prestante della MX-3, la differiva per numerose componenti sia estetiche che meccaniche: la versione V6 montava minigonne sull'anteriore, uno spoiler sul posteriore che non aveva solo la funzione estetica, ma serviva sopra i 120 km/h a generare deportanza. Negli interni della V6, i sedili erano del tipo sportivo con poggiatesta integrati. Inoltre lo sterzo venne reso più preciso e sensibile per migliorare la guidabilità, gli pneumatici vennero maggiorati a 205/55/15 con cerchi in lega della Enkei.
Le sospensioni anteriori erano di tipo MacPherson, si poteva correggere leggermente la campanatura e montava una barra duomi di serie, mentre le sospensioni posteriori erano di tipo multilink con sistema TTL brevettato da Mazda, dove si poteva regolare la convergenza per dotare l'auto di un effetto "autosterzante" ed aumentare la velocità di percorrenza delle curve e l'agilità nello stretto, inoltre montava barre antirollio sia su l'anteriore che sul posteriore. La distribuzione dei pesi era rispettivamente di 63% sull'anteriore e 37% sul posteriore.
L'impianto frenante era dotato di dischi ventilati all'anteriore e dischi pieni al posteriore con ABS di serie.
Il motore V6 aveva la distribuzione bialbero con 24V, il limitatore era fissato a 7800 giri/min e la potenza massima era disponibile a 6800 giri/min. Il sistema di aspirazione chiamato "VRIS", basato sul principio di risonanza di Helmholtz, in cui il collettore di aspirazione è dotato di 3 camere sintonizzate su una specifica frequenza di risonanza, la centralina motore regola l'apertura delle camere alla frequenza più appropriata in base ai giri motore così da avere una coppia disponibile ai regimi più bassi 
Equipaggiata con il motore V6 la MX-3 raggiunge una velocità massima di circa 212 km/h, e  può accelerare da 0 a 100 km/h in poco più di 8,4 secondi.

## Riepilogo versioni
| Modello    | Motore                         | Cilindrata cm³ | Potenza Massima                | Coppia max | 0–100 km/h (secondi) | Velocità max (km/h) |
| 1.5        | 4 cilindri in linea, Benzina   | 1498           | 88 kW (115 CV) @6300 giri/min  | 132 N·m    | 9,5                  | 190                 |
| 1.6        | 4 cilindri in linea, Benzina   | 1598           | 66 kW (88 CV) @5300 giri/min   | 133 N·m    | 10,5                 | 180                 |
| 1.6        | 4 cilindri in linea, Benzina   | 1598           | 80 kW (109 CV) @6200 giri/min  | 134 N·m    | 10                   | 186                 |
| 1.8 V6 24V | 6 cilindri a V di 60°, Benzina | 1845           | 98 kW (133 CV) @6800 giri/min  | 157 N·m    | 8,5                  | 205                 |
| 1.8 V6 24V | 6 cilindri a V di 60°, Benzina | 1845           | 101 kW (135 CV) @6800 giri/min | N·m        | 8,4                  | 212                 |

## Special Edition
Nel 1993, la Mazda propose una versione speciale a tiratura limitata della propria MX-3 GS per celebrare i 25 anni di presenza del marchio sul territorio canadese. Nello stesso periodo, anche la Mazda statunitense offrì una versione simile. Presumibilmente vennero prodotti solo 2000 esemplari Special Edition. La MX-3 Special Edition era caratterizzata dal motore V6, interni in pelle (inclusi i sedili, il volante ed il pomello del cambio), sedili riscaldabili (solo in Canada), e cerchi in lega da 15 pollici della Enkei. La maggior parte dei modelli in edizione speciale è stato venduto nel colore Raspberry Metallic; erano comunque disponibili anche in Blaze Red, Brilliant Black, e Laguna Blue.
Nel 1996, Mazda Europa produsse 100 Mazda MX-3 V6 SE. Questa versione aveva interni in pelle e camoscio, e fu commercializzata soltanto con verniciatura bianca. Vi era anche un numero limitato di Mazda MX-3 V6 Equipes, con esterni in Sparkle Green Metallic o Noble Green.